# Etikai koordináció
Az etikai koordináció egy olyan atipikus gazdaságkoordinációs rendszer, amelyben az elosztás folyamatait vallási, erkölcsi, etikai elvek határozzák meg.
Ez a gazdaságkoordinációs rendszer jellemezte volna a kommunizmust, ha az valaha is megvalósult volna valahol, és ez a rendszer volt a leginkább jellemző a középkori Európára: mindenki lehetett jobbágy, vagyis minden dolgozni képes ember kapott munkalehetőséget, az egyház által követett etikai elvek érvényesítése miatt pedig minden ember megélhetése, még ha igen alacsony szinten is, de biztosítva volt; a céhek termékeire nézve standardizált volt a minőség, és kötöttek voltak az árak.